# 威廉·L·波登
威廉·利斯库姆·波登（William Liscum Borden，1920年2月6日—1985年10月8日）是一位美国律师和国会工作人员。1949年至1953年期間担任美国国会原子能联合委员会执行主任，他主張發展核武器。威廉·L·波登曾寫信指控物理學家罗伯特·奥本海默是蘇聯特工，這一指控導致奥本海默安全许可听证会於1954年召開。

## 早年生活
威廉·L·波登生于华盛顿哥伦比亚特区，并在華盛頓长大。 他的父亲曾在美国陆军医疗队服役，並擔任過哥倫比亞特區醫學協會的主席。博登的中間名來自他的一位親戚埃默森·里斯库姆上校，埃默森·里斯库姆在前往清國鎮壓义和团运动時陣亡。